# 私の声が聞こえますか
『私の声が聞こえますか』（わたしのこえがきこえますか）は、1976年4月25日に発表された中島みゆきの1作目のオリジナルアルバムである。

## 解説
1975年にシングル「アザミ嬢のララバイ」でデビューした中島みゆきのファースト・アルバム。本人自筆の筆記体によるタイトルが左上に斜めに入った、曇天の雪野原に独り佇む中島みゆきを映したジャケット（撮影は湊雅博）である。
数十曲あったストックの中から選ばれた12曲が収録されているが、選曲やアレンジなどアルバムの制作作業はほとんど本人の意思に関係なく事務所とレコード会社によって進められた。そのため、レコーディングの期間はわずか1週間と非常に短かった。あらかじめ用意されていたベーシック・トラックに合わせて唄っているため、全体的に本来よりも高めのキーで唄われている作品が多い。
また、具体的にどの楽曲を誰がプロデュースしているかの表記もなく、ただ"Yamaha Music Foundation"とクレジットされているだけである。
このアルバムのポニーキャニオン盤は既に廃盤となっているが、2021年現在でも、このアルバムを含んだ通販限定CDボックスは、ポニーキャニオンショッピングクラブにて販売中である。
1986年にキャニオン・レコードよりCD化されており、現行盤のCDは2018年にヤマハミュージックコミュニケーションズから再発売されたもの（デジタルリマスタリングされた）。
2010年、Tom Baker at Precision Mastering (Los Angeles) により新たにデジタルリマスタリングされたCDがクリスタルディスクにて発売された（規格品番：YMPCD-10009）。
また、デジタルリマスタリングされたCDは2012年10月25日より8枚組のBOXセット『中島みゆきBOX　私の声が聞こえますか〜臨月』にて通信販売限定にて発売された。
なお、この作品に収録される予定で没となった「桜らららら」は本作発売から約30年以上の時を経てオリジナルアルバム『ララバイSINGER』に収録されることになる。

## 収録曲

### LPレコード
| 全作詞・作曲: 中島みゆき、全編曲: 西崎進。 |                            |            |            |      |
| #                                          | タイトル                   | 作詞       | 作曲・編曲 | 時間 |
| 1.                                         | 「あぶな坂」               | 中島みゆき | 中島みゆき | 3:27 |
| 2.                                         | 「あたしのやさしい人」     | 中島みゆき | 中島みゆき | 2:23 |
| 3.                                         | 「信じられない頃に」       | 中島みゆき | 中島みゆき | 3:01 |
| 4.                                         | 「ボギーボビーの赤いバラ」 | 中島みゆき | 中島みゆき | 2:45 |
| 5.                                         | 「海よ」                   | 中島みゆき | 中島みゆき | 2:20 |
| 6.                                         | 「アザミ嬢のララバイ」     | 中島みゆき | 中島みゆき | 3:43 |
| 合計時間:                                  | 合計時間:                  | 17:39      |            |      |

| 全作詞・作曲: 中島みゆき、全編曲: 西崎進。 |                            |            |            |      |
| #                                          | タイトル                   | 作詞       | 作曲・編曲 | 時間 |
| 1.                                         | 「踊り明かそう」           | 中島みゆき | 中島みゆき | 3:18 |
| 2.                                         | 「ひとり遊び」             | 中島みゆき | 中島みゆき | 2:09 |
| 3.                                         | 「悲しいことはいつもある」 | 中島みゆき | 中島みゆき | 2:05 |
| 4.                                         | 「歌をあなたに」           | 中島みゆき | 中島みゆき | 2:33 |
| 5.                                         | 「渚便り」                 | 中島みゆき | 中島みゆき | 4:43 |
| 6.                                         | 「時代」                   | 中島みゆき | 中島みゆき | 4:20 |
| 合計時間:                                  | 合計時間:                  | 19:08      |            |      |

### CD
| 全作詞・作曲: 中島みゆき、全編曲: 西崎進。 |                            |            |            |      |
| #                                          | タイトル                   | 作詞       | 作曲・編曲 | 時間 |
| 1.                                         | 「あぶな坂」               | 中島みゆき | 中島みゆき | 3:27 |
| 2.                                         | 「あたしのやさしい人」     | 中島みゆき | 中島みゆき | 2:23 |
| 3.                                         | 「信じられない頃に」       | 中島みゆき | 中島みゆき | 3:01 |
| 4.                                         | 「ボギーボビーの赤いバラ」 | 中島みゆき | 中島みゆき | 2:45 |
| 5.                                         | 「海よ」                   | 中島みゆき | 中島みゆき | 2:20 |
| 6.                                         | 「アザミ嬢のララバイ」     | 中島みゆき | 中島みゆき | 3:43 |
| 7.                                         | 「踊り明かそう」           | 中島みゆき | 中島みゆき | 3:18 |
| 8.                                         | 「ひとり遊び」             | 中島みゆき | 中島みゆき | 2:09 |
| 9.                                         | 「悲しいことはいつもある」 | 中島みゆき | 中島みゆき | 2:05 |
| 10.                                        | 「歌をあなたに」           | 中島みゆき | 中島みゆき | 2:33 |
| 11.                                        | 「渚便り」                 | 中島みゆき | 中島みゆき | 4:43 |
| 12.                                        | 「時代」                   | 中島みゆき | 中島みゆき | 4:20 |
| 合計時間:                                  | 合計時間:                  | 36:47      |            |      |

## 楽曲解説
1. あぶな坂
  - のちにアルバム『いまのきもち』（2004年）にてセルフカバー。2002年、亜矢のシングル「選択の朝」のc/wでカバー。
2. あたしのやさしい人
3. 信じられない頃に
4. ボギーボビーの赤いバラ
5. 海よ
  - 1980年、蜷川幸雄が監督した映画『海よお前が -帆船日本丸の青春-』の主題歌として使用された。
  - 1994年に放送されたアニメ『カラオケ戦士マイク次郎』の劇中にて人魚（岩男潤子）と鈴木次郎（高山みなみ）が歌っているシーンがある。
  - 2002年発表のセルフカバー・アルバム『おとぎばなし-Fairy Ring-』には、大きくアレンジを変えたリメイク・バージョンが収録されている。
  - 千葉ロッテマリーンズの平沢大河の応援歌の原曲。
6. アザミ嬢のララバイ
  - デビュー・シングルとして本アルバム発表の前年に発売された作品。
  - ここに収録されているのはアレンジ違いのアルバム・バージョン。
7. 踊り明かそう
8. ひとり遊び
9. 悲しいことはいつもある
10. 歌をあなたに
11. 渚便り
  - 1983年、柏原芳恵がシングル「春なのに」のc/wでカバー。
12. 時代
  - 本アルバム発表の前年秋に発表されたセカンド・シングルで、1975年の第6回世界歌謡祭グランプリを受賞した彼女の出世作。本アルバムに収録されているのは、中島みゆき自身の演奏によるアコースティック・ギターを主体としたごくシンプルなアルバム・バージョン。1992年に発売されたコンピレーション・アルバム『中島みゆき BEST SELECTION II』にも収録されている。
  - シングルはチャートでは最高14位のスマッシュ・ヒット止まりだったが、その普遍的な歌詞は親しまれ、数多くのカバーが存在する中島みゆきの初期の代表曲となっている。1993年同名のセルフカバー・アルバムの中でリメイクされ、そのバージョンもシングルとして発売されている（オリコン最高22位）。

## 演奏者
- エジソンと発明王[注釈 1]
  - 渡辺孝好 - Keyboards
  - 裵天外 - Drums
  - 裵ユキオ - Electric & Acoustic Guitar
  - 石田典雄 - Electric Bass
  - ノーマン - Acoustic Guitar
  - 中島みゆき - Acoustic Guitar